# Толстоухов, Игорь Аркадьевич
Игорь Аркадьевич Толстоухов — советский хозяйственный, государственный и политический деятель.

## Биография
Родился в 1938 году в Великих Луках. Член КПСС.
С 1961 года — на хозяйственной, общественной и политической работе. В 1961—2004 гг. — дежурный по парку, маневровый диспетчер, поездной диспетчер Ярославского отделения Северной железной дороги, второй, первый секретарь Кировского райкома ВЛКСМ Ярославля, первый секретарь Ярославского обкома ВЛКСМ, Ленинского райкома, Ярославского горкома КПСС, второй, первый секретарь Ярославского обкома КПСС, заместитель начальника финансовой службы, начальник общего отдела Северной железной дороги.
Избирался народным депутатом СССР.